# Kim Chae-won

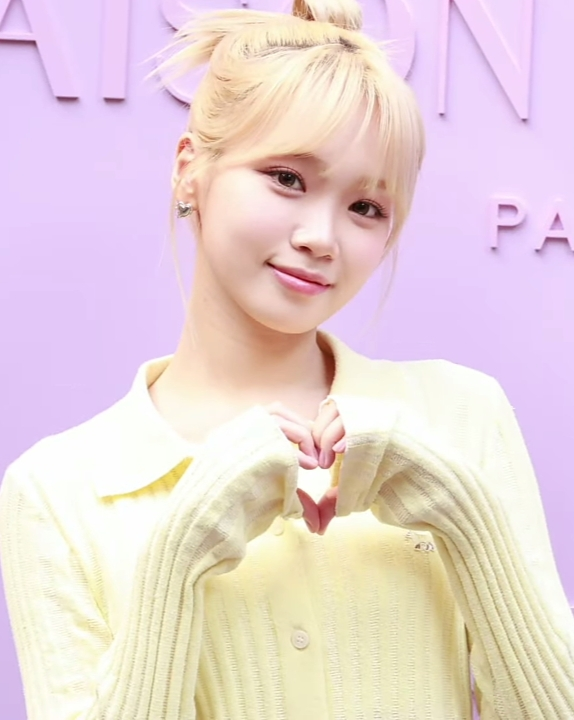
Kim Chae-won (März 2024)

Kim Chaewon (koreanisch: 김채원; geboren am 1. August 2000) ist eine südkoreanische Sängerin. Sie ist der Leader der südkoreanischen Girlgroup Le Sserafim und ein ehemaliges Mitglied der Girlgroup Iz*One, nachdem sie 2018 in der Reality-Show Produce 48 den zehnten Platz belegte.

## Frühes Leben und Ausbildung
Kim Chaewon wurde am 1. August 2000 in Gangnam, einem Stadtteil der südkoreanischen Hauptstadt Seoul, geboren und hat eine ältere Schwester. Ihre Mutter ist die Theaterdarstellerin Lee Ran-hee. Kim besuchte die Seoul Poi Elementary School, die Guryong Middle School und die Gaepo High School. Später wechselte sie auf die Hanlim Multi Art School, die sie 2019 abschloss. Im Jahr 2012 trat Kim beim Korea Children's Song Contest des Senders KBS auf.

## Karriere

### 2018–2021: Produce 48 und Iz*One
Im Jahr 2018 nahm Kim an der südkoreanischen Reality-Show Produce 48 von Mnet teil, bei der sie Woollim Entertainment zusammen mit Kwon Eun-bi sowie Su-yun und So-hee von Rocket Punch vertrat. Vor ihrer Teilnahme an der Show trainierte Kim elf Monate lang bei Woollim Entertainment. Sie belegte den 10. Platz mit 238.192 Stimmen, was ihr den Einstieg, zusammen mit ihrer Labelkollegin Kwon Eun-bi, in die Girlgroup Iz*One ermöglichte. Kim debütierte offiziell am 29. Oktober 2018 als Mitglied von Iz*One mit der Veröffentlichung ihrer ersten Extended Play (EP) Color*Iz und der Leadsingle La Vie en Rose.
Kims Name tauchte 2020 zum ersten Mal als Komponistin für den Song With*One auf der EP Oneiric Diary auf. Außerdem schrieb sie mit an dem Songtext für Slow Journey, das auf Iz*One's letzter EP One-reeler / Act IV enthalten ist.
Im März 2021 trat Kim in der Show King of Mask Singer unter dem Namen „Formosan Deer“ auf. Am 13. und 14. März 2021 veranstaltete Iz*One ihr Abschiedskonzert One, The Story. Der Vertrag der Gruppe lief offiziell am 29. April 2021 aus.
Nach der Auflösung von Iz*One kehrte Kim zu ihrem Mutterunternehmen Woollim Entertainment zurück. Gemeinsam mit Kwon Eun-bi nahm sie an einigen Fotoshootings für Magazine wie Esquire Magazine, Indeed Magazine und Singles Magazine teil.

### 2022–heute: Debüt mit Le Sserafim

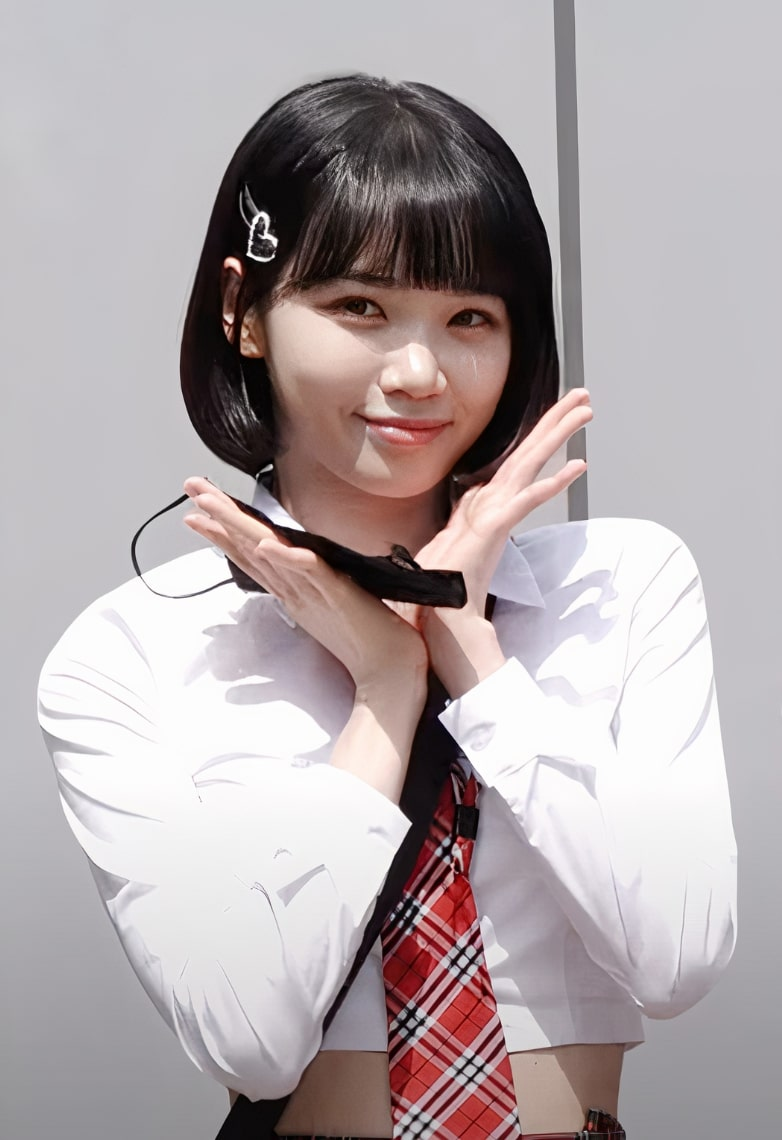
Kim im April 2022

Am 14. März 2022 gab Source Music bekannt, dass Kim zusammen mit der ehemaligen Iz*One-Kollegin Sakura Miyawaki einen Exklusivvertrag mit dem Unternehmen unterzeichnet habe. Beide wurden für das Debüt in der neuen Girlgroup Le Sserafim bestätigt.
Kim wurde am 7. April als viertes Mitglied und Anführerin der Gruppe vorgestellt. Sie debütierte als Mitglied von Le Sserafim am 2. Mai 2022 mit ihrer EP Fearless.
Am 4. April 2024 wurde bekannt gegeben, dass Kim auf dem Track Spruce aus Tori Kellys fünftem Studioalbum Tori zu hören sein wird.
Am 27. August 2024 gab die Schmuckmarke Swarovski bekannt, dass Kim als Markenbotschafterin in Südkorea tätig sein werde. Dies markierte ihre erste Solo-Markenbotschafterrolle für eine Luxusmarke.

## Diskografie
Für Kims Diskografie mit IZ*ONE und Le Sserafim siehe IZ*ONE Diskografie und Le Sserafim Diskografie.

### Singles
| Jahr | Titel Album | Höchstplatzierung, Gesamtwochen, AuszeichnungChartsChartplatzierungen (Jahr, Titel, Album, Platzierungen, Wochen, Auszeichnungen, Anmerkungen) | Anmerkungen                                              |
| Jahr | Titel Album | KR | Anmerkungen                                              |
| ---- | ----------- | --- | -------------------------------------------------------- |
| 2024 | Spruce Tori | — | Erstveröffentlichung: 2024 Tori Kelly feat. Kim Chae-won |

### Songwriting
Alle Song-Credits stammen aus der Datenbank der Korea Music Copyright Association, sofern nicht anders angegeben.
| Titel                                               | Jahr | Künstlername | Album               | Komponistin                 | Texterin                              | Quelle |
| --------------------------------------------------- | ---- | ------------ | ------------------- | --------------------------- | ------------------------------------- | ------ |
| With*One                                            | 2020 | IZ*ONE       | Oneiric Diary       | Grünes Häkchensymbol für ja | Rotes X oder Kreuzchensymbol für nein | [ 19 ] |
| Slow Journey (느린여행)                             | 2020 | IZ*ONE       | One-reeler / Act IV | Grünes Häkchensymbol für ja | Grünes Häkchensymbol für ja           | N/A    |
| Blue Flame                                          | 2022 | Le Sserafim  | Fearless            | Grünes Häkchensymbol für ja | Grünes Häkchensymbol für ja           | N/A    |
| Fearnot (Between You, Me and the Lamppost) (피어나) | 2023 | Le Sserafim  | Unforgiven          | Grünes Häkchensymbol für ja | Rotes X oder Kreuzchensymbol für nein | N/A    |
| Swan Song                                           | 2024 | Le Sserafim  | Easy                | Grünes Häkchensymbol für ja | Grünes Häkchensymbol für ja           | N/A    |

## Filmografie
Für Kims Filmografie Le Sserafim sieheLe Sserafim Filmografie.

### Fernsehshows
| Jahr | Titel                         | Rolle        | Anmerkungen                     | Quelle |
| ---- | ----------------------------- | ------------ | ------------------------------- | ------ |
| 2012 | Korea Children’s Song Contest | Performer    | Aufführung von „말의 향기“      | [ 3 ]  |
| 2018 | Produce 48                    | Teilnehmerin | Belegte den 10. Platz           | [ 20 ] |
| 2021 | King of Mask Singer           | Teilnehmerin | unter dem Namen „Formosan Deer“ | [ 21 ] |
| 2023 | HMLYCP                        | Darstellerin |                                 | [ 22 ] |

### Webserien
| Jahr | Titel                  | Rolle      | Anmerkungen   | Quelle |
| ---- | ---------------------- | ---------- | ------------- | ------ |
| 2023 | Fill in the Next Blank | Hauptrolle | Dokumentation | [ 23 ] |

### Auftritte in Musikvideos
| Jahr | Titel  | Künstler     | Quelle |
| ---- | ------ | ------------ | ------ |
| 2018 | Let Me | Golden Child | [ 24 ] |